# Mario franchise

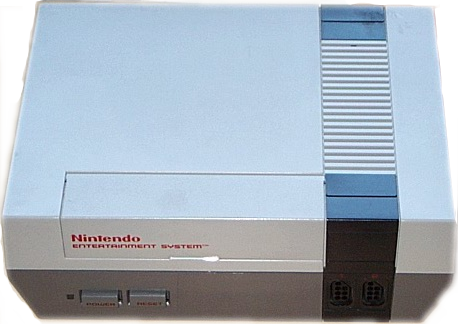
A Nintendo Entertainment System

A Mario franchise tartalmazza azokat a platformjátékokat, és minden egyéb műfajú játékot, melyeket a Nintendo hozott létre és adott ki. A játékok fejlesztője változó volt, a Nintendo, a Hudson Soft és az AlphaDream. A legtöbb Mario-játékot játéktermi gépekre vagy a Nintendo konzoljaira fejlesztették a korai Nintendo Entertainment Systemtől napjaink konzoljaiig.
A franchise fő sorozata a Mario–videójáték-sorozat, mely Mario kalandjait kíséri végig a Gomba Királyságban. Jellemző elemei, hogy Mario pályáról-pályára végigugrál a játékon. Mario kb. 200 különböző műfajú játékban jelent meg, és a Mario franchise minden idők legkeresettebb videójáték franchise-a több mint 250 millió példányszámos eladásával. A játékok „atyja” Mijamoto Sigeru.

## Kezdetek

### Donkey Kong

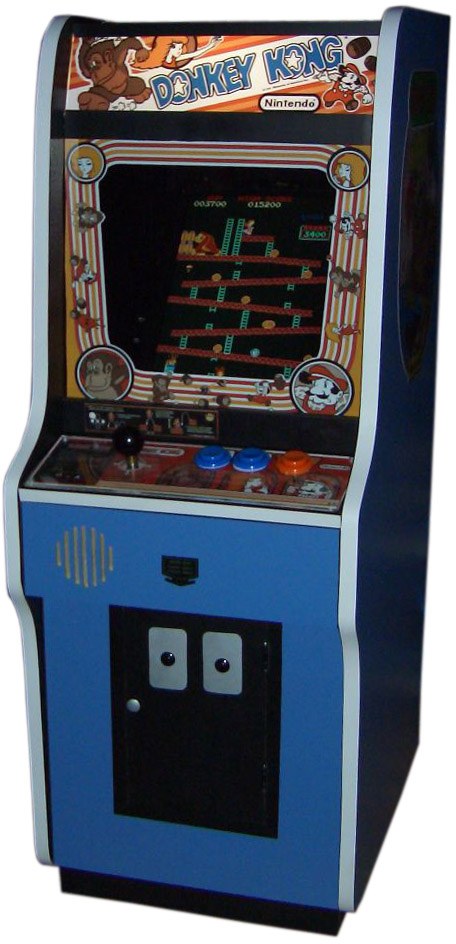
Donkey Kong a játékteremben

A Radar Scope játék kereskedelmi kudarca után a Nintendo elnöke felkérte Mijamoto Sigerut, hogy készítsen egy olyan játékot, amely megmentheti a céget. Mijamoto egy olyan játék ötletével állt elő, melyben a játék szereplőjének végig kell mennie egy akadálypályán, melyen különböző lejtők, létrák, guruló hordók vannak. Mijamoto Donkey Kongnak nevezte el a játékot, melynek főszereplője „Jumpman” volt. A Donkey Kong a platformjátékok műfajának egyik korai példája. Amellett, hogy a cél az úrnő megmentése, a játékban pontokat szerezhet a játékos. A pontok az egyes pályák befejezéséért járnak. A játék meglepően sikeres lett. „Jumpman” neve az egyes kereskedelmi anyagokban Mario lett a játék tengerentúli kiadványaiban; mely Mario Segale nevéből ered. Ő a Nintendo of America irodaházának bérbeadója volt, aki berontott egy üzleti megbeszélésre is, hogy a bérleti díjat kikövetelje. Végül a Mario név végleges maradt nemzetközileg. A játék sikere további folytatásokat eredményezett, például a Donkey Kong Jr.-t, melyben Mario a negatív főszereplőként jelenik meg. majd a Donkey Kong 3, melyben nem is szerepel. Donkey Kong létrehozta saját univerzumát a Mario-univerzumot kívül, kezdve a Donkey Kong Country játékkal, majd számos folytatásával és mellékjátékával.

### Mario Bros.
A játéktermi Mario Bros. játékban mutatkozott be Mario testvére, Luigi. A Mario Bros. játékban a cél legyőzni minden ellenséget minden pályán. A játék csak futásról és ugrásról szól, de a későbbi Mario-játékoktól eltérően nem lehetett az ellenségek fejére ráugrani, mivel azok sérthetetlenek voltak. A játék első kiadása óta számos különböző formában jelent meg, többek között a Super Mario Bros., a Super Mario Advance-sorozat, a Mario & Luigi: Superstar Saga és a Mario Clash játékokban.

## Super Mario
A Mario–videójáték-sorozat vagy Super Mario Bros.-sorozat (japán: スーパーマリオブラザーズ, Hepburn: Sūpā Mario Burazāzu) vagy Super Mario-sorozat (japán: スーパーマリオ) egy népszerű és kritikusok által is elismert, a Nintendo által fejlesztett videójáték, melynek főszereplői Mario és testvére, Luigi. A játékok jellemző elemei az ugrálás és ellenségek legyőzése, a cselekmények viszonylag egyszerű történetek köré épülnek. Legjellemzőbb cselekményei, hogy Bowser, a főellenség, elrabolja Peach hercegnőt, akit Mario megment.

## Mario Kart
A Mario Kart franchise 1992-ben indult a Super Mario Kart című SNES játékkal és ez a jelenleg is legsikeresebb és legrégebb óta futó autóverseny-franchise, melyből világszerte több mint 50 millió példányt adtak el.
- Konzoljátékok
  - Super Mario Kart (1992, SNES, Virtual Console)
  - Mario Kart 64 (1996, Nintendo 64, Virtual Console)
  - Mario Kart: Super Circuit (2001, Game Boy Advance)
  - Mario Kart: Double Dash‼ (2003, Nintendo GameCube)
  - Mario Kart DS (2005, Nintendo DS)
  - Mario Kart Wii (2008, Wii)
  - Mario Kart 7 (2011, Nintendo 3DS)
  - Mario Kart 8 (2014, Wii U)
  - Mario Kart 8 Deluxe (2017, Nintendo Switch)
- Játéktermi játékok
  - Mario Kart Arcade GP (2005, Nintendo + Namco)
  - Mario Kart Arcade GP2 (2007, Nintendo + Namco)

## Mario Party
A Mario Party egy multiplayer party-játék a Mario-sorozat szereplőivel. 1998-ban jelent meg Nintendo 64 konzolra a Mario Party. Azóta hét folytatás készült hozzá, valamint a Mario Party Advance és a Mario Party DS. 2012 márciusára a kilencedik rész megjelenése várható, és 2015 januárjában a tizedik rész megjelenése várható.
- Mario Party (1998)
- Mario Party 2 (1999)
- Mario Party 3 (2000)
- Mario Party 4 (2002)
- Mario Party 5 (2003)
- Mario Party 6 (2004)
- Mario Party 7 (2005)
- Mario Party Advance (2005)
- Mario Party 8 (2007)
- Mario Party DS (2007)
- Mario Party 9 (2012)
- Mario Party:Island Tour (2013)
- Mario Party 10 (2015)
- Super Mario Party (2020)

## Puzzle játékok

### Dr. Mario
A Game & Watch verzióban kiadott Mario Bombs Away című játék után az első nem platform Mario-játék a Dr. Mario volt 1990-ben. Ez egy Tetris-szerű játék volt, melyet később szinte minden Nintendo-konzolra kiadtak.
- Dr. Mario (NES, Game Boy)
- Dr. Mario 64 (Nintendo 64)
- Dr. Mario Online Rx (WiiWare)
- Dr. Mario Express (DSiWare)
- Dr. Luigi (Wii U)
- Dr. Mario: Miracle Cure (Nintendo 3DS)

### Mario's Picross
A Mario's Picross egy grafilogikai játéksorozat.
- Mario's Picross
- Mario's Picross 2
- Mario's Super Picross

## Mario vs. Donkey Kong
- Mario vs. Donkey Kong
- Mario vs. Donkey Kong: March of the Minis
- Mario vs. Donkey Kong: Minis March Again!
- Mario vs. Donkey Kong: Mini-Land Mayhem!

## Sportjátékok
- Golf
  - Mario Golf
  - Mario Golf: Toadstool Tour
  - Mario Golf: Advance Tour
- Tennis
  - Mario Tennis
  - Mario Power Tennis
  - Mario Tennis: Power Tour
  - Mario Tennis 3DS
- Foci
  - Super Mario Strikers
  - Mario Strikers Charged
- Olimpiai játékok
  - Mario & Sonic at the Olympic Games (Sega)
  - Mario & Sonic at the Olympic Winter Games (Sega)
  - Mario & Sonic at the London 2012 Olympic Games (Sega)

## Szerepjátékok
- Super Mario RPG: Legend of the Seven Stars
  - Super Mario RPG: Legend of the Seven Stars
- Paper Mario
  - Paper Mario (Nintendo 64)
  - Paper Mario: The Thousand Year Door (Nintendo GameCube, Nintendo Switch)
  - Super Paper Mario (Wii)
  - Paper Mario: Sticker Star (Nintendo 3DS)
  - Paper Mario: Color Splash (Wii U)
  - Paper Mario: The Origami King (Nintendo Switch)
- Mario & Luigi
  - Mario & Luigi: Superstar Saga
  - Mario & Luigi: Partners in Time
  - Mario & Luigi: Bowser's Inside Story
  - Mario & Luigi: Dream Team
  - Mario & Luigi: Paper Jam (2016)
  - Mario & Luigi: Brothership (hamarosan megjelenik)

## LCD játékok
A Nintendo több Mario és Donkey Kong LCD-játékot jelentetett meg Game & Watch konzolra. 1982 és 1994 között tizenegy ilyen játék jelent meg, illetve további hat LCD-játékot engedélyezett a Nelsonicnak 1989 és 1994 között.
- Nintendo-játékok
  - Donkey Kong
  - Donkey Kong Jr.
  - Donkey Kong II
  - Donkey Kong 3
  - Donkey Kong Circus
  - Donkey Kong Hockey
  - Mario Bros.
  - Mario the Juggler
  - Mario's Bombs Away
  - Mario's Cement Factory
  - Super Mario Bros.
- Nelsonic-játékok
  - Super Mario Brothers
  - Super Mario Brothers 2
  - Super Mario Brothers 3
  - Super Mario Brothers 4
  - Super Mario Race
  - Donkey Kong

## Oktató játékok
Az 1990-es évek elején számos oktatójáték jelent meg a Mario-sorozatban. Ezek között voltak platformjátékok is. Némelyik gépírást, matematikát vagy történelmet tanított. A játékokat hivatalosan nem tartja magáénak a Nintendo. Ezeket független cégek fejlesztették, a Software Toolworks, az Interplay és a Brainstorm. 1991 és 1996 között kilenc ilyen játék jelent meg.
- I Am a Teacher: Super Mario Sweater
- Mario is Missing! (földrajz)
- Mario Teaches Typing (gépírás)
- Mario Teaches Typing 2 (gépírás)
- Mario's Early Years! Fun with Letters (nyelvtan, betűk)
- Mario's Early Years: Fun with Numbers (számok)
- Mario's Early Years: Preschool Fun
- Mario's Game Gallery
- Mario's Time Machine (történelem)

## Visszatérő szereplők

### Mario

Mario a Super Mario 64-ben

Mario (japán: マリオ) a Mario–videójáték-sorozat kitalált szereplője, melyet a japán videójáték tervező, Mijamoto Sigeru alkotott meg. A Nintendo által fejlesztett játéksorozat főszereplője több mint 200 videójátékban szerepelt. Kezdetben csak platformjátékok szereplője volt, ezek között is a Donkey Kongban jelent meg először, azóta számos műfajú játékban feltűnt, mint például a versenyzős Mario Kart, a bulizós Mario Party vagy a verekedős Super Smash Bros. játékok.

### Yoshi
Yoshi (japán: ヨッシー) egy dinoszauruszhoz hasonló szereplő, aki néhány, a Nintendo által kiadott videójátékban szerepel. Yoshi sokféle színben szerepelt már, de a legismertebb Yoshi zöld. Legelőször a Super Mario Worldben szerepelt, ami egy SNES (japánban Super Famicom) konzolra megjelent videójáték. Yoshi ebben a játékban Mario legfontosabb segédje volt. Később hamar nagy népszerűségre tett szert és hamar a saját játéksorozatának sztárjává vált.

## Egyéb médiamegjelenések
- Televíziós sorozatok
- Super Mario Bros.: Peach-Hime Kyushutsu Dai Sakusen!
  - Saturday Supercade
  - The Super Mario Bros. Super Show!
  - King Koopa's Kool Kartoons
  - Super Mario kalandjai
  - Super Mario világa
  - The Super Mario Challenge
- Anime
  - Super Mario Bros.: Peach-Hime Kyushutsu Dai Sakusen!
- Film
  - Super Mario Brothers
- Képregény, manga
  - Super Mario-kun manga sorozat
  - Nintendo Comics System képregény sorozat
  - Nintendo Gamebooks kaland sorozat
  - Super Mario Adventures képregény antológia

### Kereskedelem
Mario számos kereskedelmi termék figurájaként is megtalálható, uzsonnadobozok, pólók, magazinok és reklámok szereplője volt (Got Milk?), cukorka, sampon és műzli dobozain, valamint plüssjáték formában.

### Koncertek, előadások
A Super Mario Bros. több koncerten is látható volt, például a PLAY! Chicago, a Columbus Symphony, a Mario & Zelda Big Band Live, a Play! A Video Game Symphony, és más egyéb rendezvényeken. A Video Games Live koncerten maga Kondó Kódzsi adta elő a játék zenéjét.

## Fordítás
Ez a szócikk részben vagy egészben  a   Mario (franchise) című angol Wikipédia-szócikk fordításán alapul.  Az eredeti cikk szerkesztőit annak laptörténete sorolja fel. Ez a jelzés csupán a megfogalmazás eredetét és a szerzői jogokat jelzi, nem szolgál a cikkben szereplő információk forrásmegjelöléseként.